# Oedipina kasios
Oedipina kasios es una especie de salamandra del género Oedipina, familia Plethodontidae. Fue descrita por Mccranie, Vieites y David Burton Wake en 2008.

## Distribución
Esta especie es endémica de Honduras. Se encuentra:
- entre 950 y 1750 m sobre el nivel del mar en el Parque Nacional La Muralla en el departamento de Olancho;
- desde 1920 m de altitud en la Sierra de Agalta en el departamento de Olancho;
- en el Parque Nacional Montaña de Yoro en el Departamento de Francisco Morazán.

## Etimología
El nombre kasios proviene del griego kasios, «la hermana», en referencia al hecho de que esta especie es la especie hermana de Oedipina quadra.